# Огоньки (Красноярский край)
Огоньки́ — деревня в Балахтинском районе Красноярского края России. Входит в состав городского поселения Посёлок Балахта.

## География
Деревня находится на расстоянии 20 км к востоку от посёлка городского типа Балахта, административного центра района.

## Население
| 1989 | 2002 | 2010 |
| ---- | ---- | ---- |
| 151  | ↘49  | ↘9   |

### Гендерный состав
По данным Всероссийской переписи населения 2010 года, в деревне проживало 9 человек (6 мужчин и 3 женщины).